# Плодожил ореховый
Плодожил ореховый, или ореховый долгоносик (лат. Curculio nucum) — жук семейства долгоносиков. Распространён повсюду в европейских дубовых лесах, где в подлеске растет лещина. Средняя и южная Европа, европейская часть России, Крым, Кавказ.

## Описание

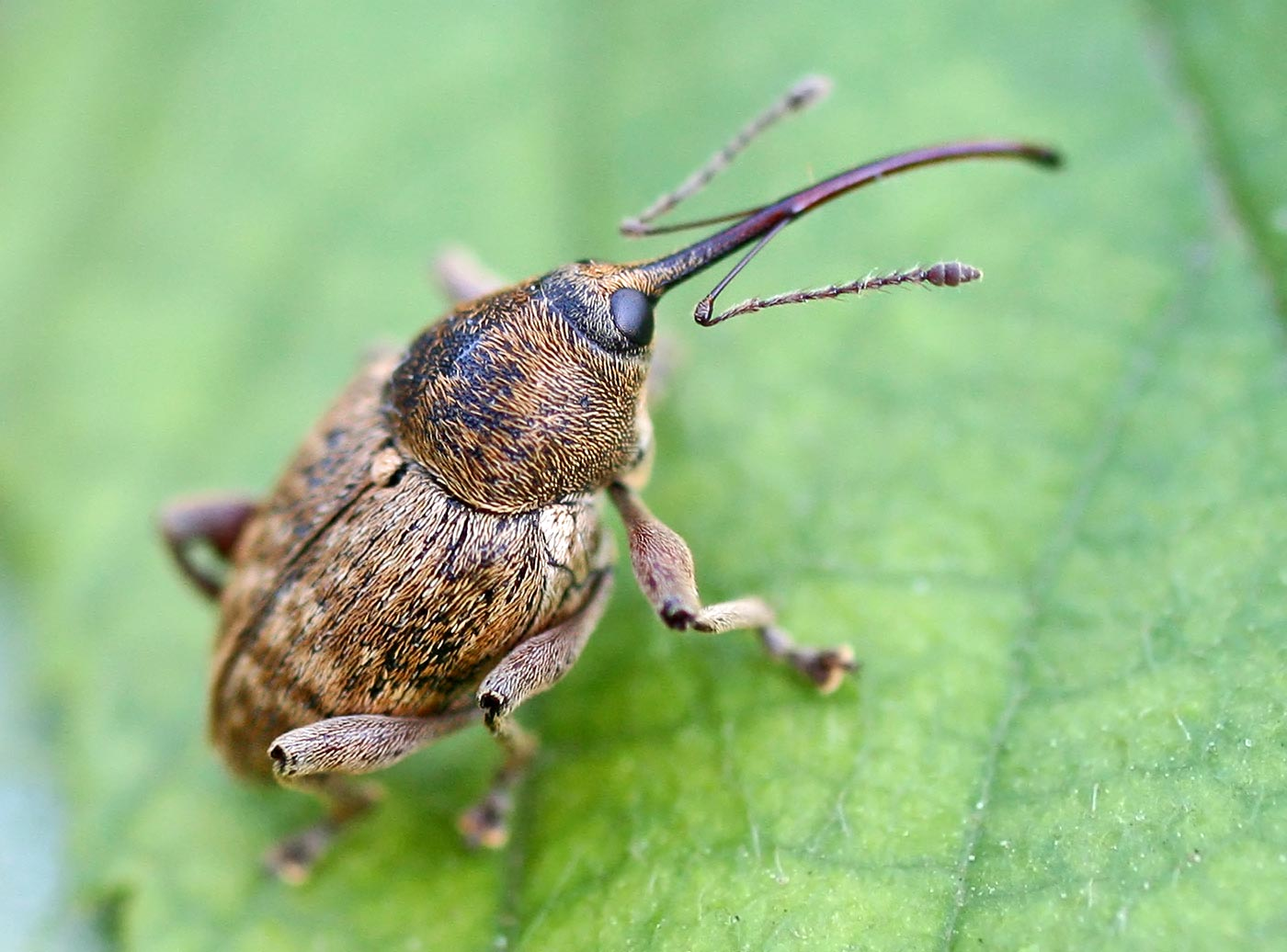

У самки длина тела 8—9 мм, хоботка — 6 мм; у самца — 6—7 мм и 4 мм. Тело жука чёрного цвета, густо покрыто жёлто-серыми чешуйками, отчего окраска кажется жёлтой. Чешуйки на переднеспинке образуют поперечные полоски, а на надкрыльях — жёлтые пятна. Головотрубка тонкая, длинная, изогнутая. Усики покрыты редкими волосками. Ноги длинные, покрыты бледно-серыми волосками. Бёдра булавовидные формы и имеют по одному зубчику с внутренней стороны. Щиток квадратный, жёлтый.

## Биология

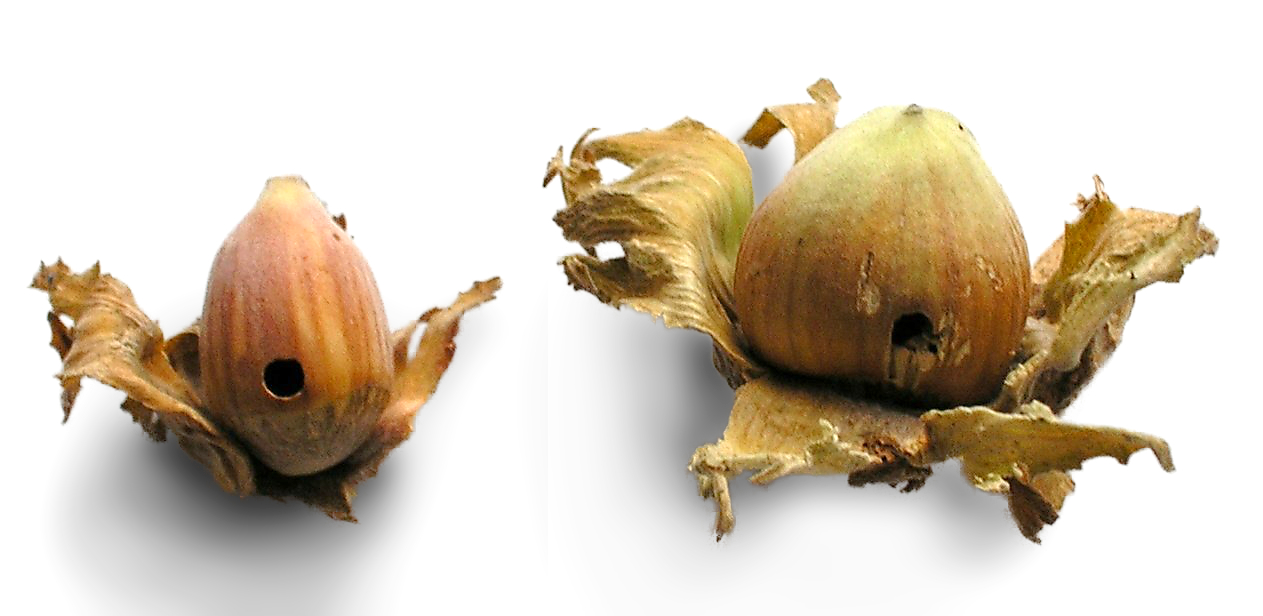
Плоды лещины, повреждённые личинками

Зимуют личинки в земляных колыбельках в почве. Окукливаются весной. Жуки появляются в мае при среднесуточной температуре почвы 15—16°. Сперва питаются листьями и плодами орешника. После спаривания самки откладывают внутрь ещё мягких плодов лещины яйца — по одному в каждый. Яйцо белое, блестящее, яйцевидной формы. Через 7— 8 дней отрождаются личинки. Личинка желтовато-белая или молочно-белая, толстая, слегка изогнутая, безногая, с красно-бурой маленькой головой и крепкими черными челюстями. Длина личинки 7—10 мм. На предпоследнем сегменте один щетинковидных волосок, а на последнем — четыре, из которых два находятся посередине, а два по краям. Тело личинки беспорядочно покрыто бледно-серыми волосками. Личинка питается ядром ореха, к концу своего развития выедая его полностью и заполняя образующуюся полость своими экскрементами. Затем личинка прогрызает в скорлупе плода круглое отверстие диаметром 2 мм, падает на землю, а затем углубляется в почву, где сооружает земляную колыбельку, в которой зимует. Куколка молочно-белая, с длинным прижатым к телу хоботком. Длина куколки 8—9 мм. Спинка куколки усеяна редкими бурыми шипами; на конце брюшка есть два придатка.
Повреждает лещину, фундук, иногда жёлуди дуба.